# Jacques Perk
Jacques Fabrice Herman Perk (Dordrecht, 10 giugno 1859 – Amsterdam, 1º novembre 1881) è stato un poeta olandese, autore di una raccolta di sonetti, Mathilde. Pubblicata da Willem Kloos, Mathilde costituì la base ideologica dei Tachtigers, o Movimento degli Ottanta, un movimento innovatore della letteratura olandese.
Perk era figlio del pastore Marie Adrien Perk e nipote di Betsy Perk, un'importante sostenitrice dei diritti delle donne. La lirica naturalistica di Perk era ispirata al poeta inglese Percy Bysshe Shelley e si espresse soprattutto nella forma del sonetto, a cui Perk apportò innovazioni sostanziali. La poesia di Perk appartiene a quanto di meglio sia stato prodotto dalla letteratura olandese e influenzò profondamente i poeti posteriori. Morì ad Amsterdam a soli 22 anni per un'infezione polmonare.

## Biografia

### Infanzia
Perk era figlio di Marie Adrien Perk, un predicatore della Chiesa vallone in Olanda, una frazione della Chiesa Riformata Olandese fondata da ex Ugonotti. Il padre predicava in francese ed era di formazione progressista; inoltre il predicatore Perk aveva una grande reputazione letteraria e molte relazioni nei circoli letterari. Adrien Perk non corrispondeva affatto al modello di predicatore-poeta che a quel tempo era ancora molto diffuso. Nella sua casa regnava un'atmosfera più europeo-aristocratica che borghese-olandese.
Il giovane Jacques entrò presto in contatto con la letteratura europea e scrisse i suoi primi versi quando aveva circa dieci anni. Nel 1872 la famiglia si trasferì da Breda ad Amsterdam, dove Jaques Perk frequentò le scuole superiori. Sotto la guida del suo insegnante di olandese, W. Doorenbos, Perk assorbì l'ideale rinascimentale di sviluppo totale della persona e lo spirito libero dell'antico modello greco. Quando il clima didattico della scuola si deteriorò, Perk abbandonò la scuola nel 1877 e l'anno seguente suo padre gli trovò un impiego nel giornale Algemeen Handelsblad come traduttore per il francese. Contemporaneamente scriveva molte poesie brevi, la maggior parte delle quali erano dedicate a Marie Champury, il suo amore giovanile. Maria, figlia dell'insegnante di francese di Perk alla scuola superiore, non ricambiava l'esaltazione romantica del giovane Perk. In questo periodo Perk scrisse anche un dramma in cinque atti, Herman en Martha, dove l'amore contrastato dai genitori alla fine ha la peggio.
Dopo essere stato respinto definitivamente da Maria, Perk si dedicò ai sonetti di Petrarca, Shakespeare, Goethe e Lamartine, che studiò a fondo. Per la prima volta una sua poesia fu pubblicata dalla rivista mensile Nederland. Si allontanò dalla fede di suo padre, cominciò a vestire in modo eccentrico e passare le notti discutendo con gli amici. Nel frattempo era stato licenziato dal giornale per cui lavorava, Algemeen Handelsblad.

### Mathilde, Kloos e la poesia
Nel 1879 durante una vacanza nelle Ardenne, in Belgio, incontrò Oscar Wilde e conobbe una francese, la bella Mathilde Thomas. In questo scenario naturale pittoresco, con belle rocce, ruscelli, montagne e rovine di castelli, Jacques e la sua famiglia trascorsero cinque giorni divertendosi con Mathilde in amicizia e ammirazione reciproca. Si separarono a La Roche, dove Mathilde diede a Perk e alle sue sorelle una poesia d'addio ispirata a Lamartine. Dopo la separazione, scoppiò in Perk l'amore, misto a una venerazione quasi divina. Da questo forte sentimento Perk trasse l'ispirazione per esprimersi in una forma poetica matura; tornato a casa, si lanciò con ardore nell'impresa di mettere in versi il suo amore per Mathilde. Il risultato fu una serie di oltre cento sonetti che Perk voleva far pubblicare con il titolo Mathilde, una raccolta di sonetti. Una selezione di tali sonetti fu inviata ad alcune famose riviste letterarie (tra cui lo Spectator di Carel Vosmar e il Nederland di Jan ten Brink), ma senza successo. La lirica moderna di Perk, con il suo potente sentimento vitale e il suo forte impatto individualistico, non era ancora adatta alla letteratura ufficiale.
Ma non fu così a lungo. Nel 1880 Perk cominciò a studiare diritto ad Amsterdam. Lo stesso anno conobbe il giovane poeta Willem Kloos. Perk trovò in Kloos il polo opposto che stava cercando e che lo attrasse, e così nacque tra loro un'amicizia intima. Nell'ottobre di quell'anno quattro sonetti della raccolta Mathilde furono finalmente pubblicati dallo Spectator di Vosmaer; due settimane dopo altri cinque sonetti furono pubblicati dal Nederland. Perk considerava gli studi giuridici quasi come un male necessario - avrebbe dovuto pur guadagnarsi da vivere in qualche modo. In questo senso non si faceva illusioni sulla poesia. L'amicizia con Kloos gli ispirò una nuova serie di sonetti, Verzen aan een vriend (Versi a un amico). Kloos era profondamente impressionato dall'abilità poetica di Perk, ma dove necessario, correggeva i suoi versi, sempre con il permesso di Perk.
Nel 1880 Perk e Kloos fecero un viaggio insieme a Bruxelles e a La Roche-en-Ardenne, dove cinque anni prima Perk aveva trascorso cinque giorni meravigliosi con Mathilde. Sua sorella Dora era ancora in contatto epistolare con Mathilde, ma Perk non desiderava più incontrarla; nella sua poesia l'immagine della donna divina aveva preso il posto di Mathilde. Quando tornò in Olanda, Vosmaer gli chiese di scrivere vari pezzi, tra cui delle critiche, per lo Spectator, e allora in occasione del terzo centenario del poeta Pieter Corneliszoon Hooft a Muiderslot Perk scrisse il suo capolavoro, la poesia De schim van P.C. Hooft (L'ombra di P.C. Hooft).

### Ultimo anno - Johanna

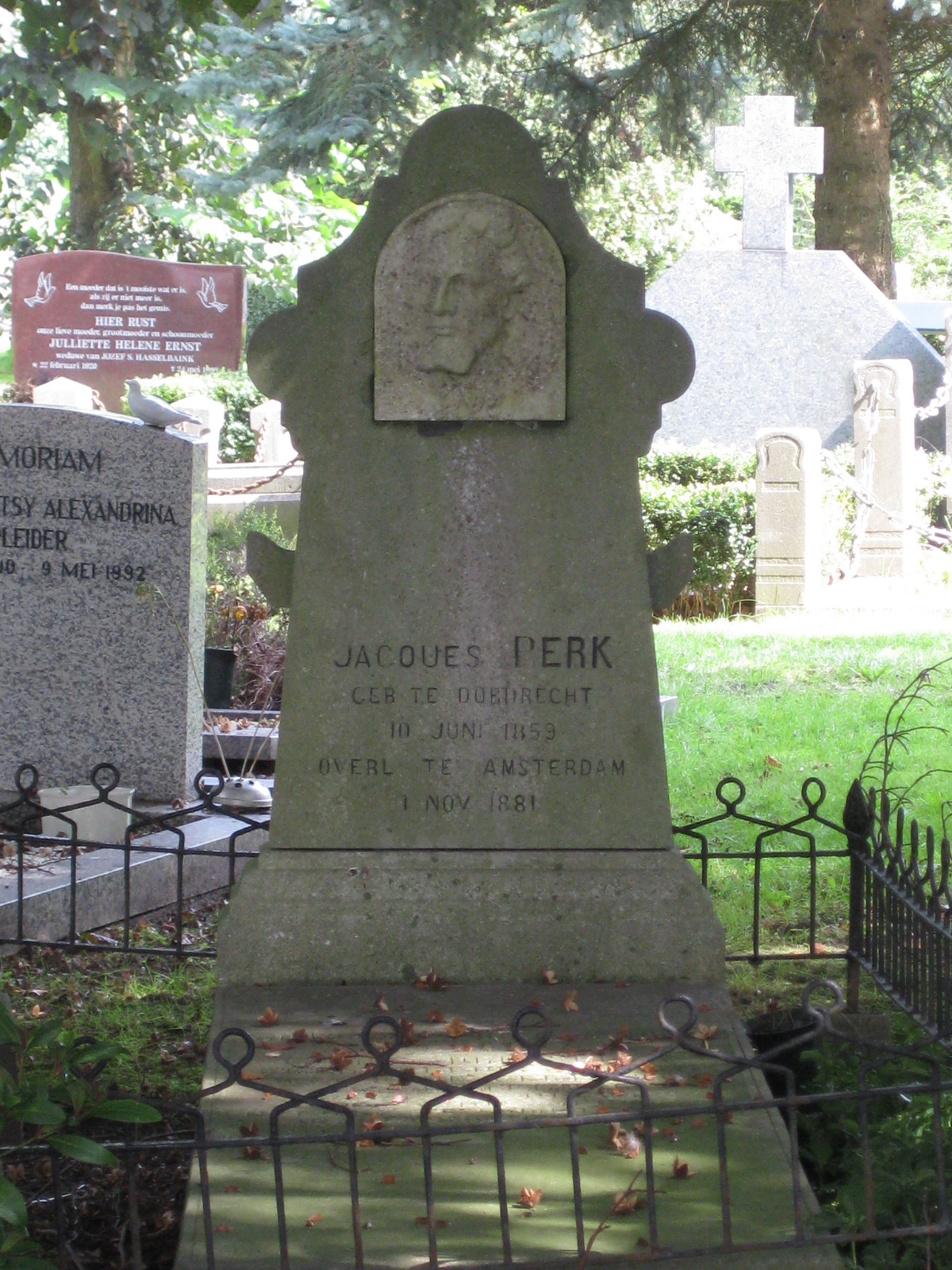
La sua tomba

Il 1881 si aprì con i preparativi del matrimonio della sorella Dora. In questo contesto Perk conobbe la sorella dello sposo, Johanna Blancke, alla quale poi scrisse lettere appassionate. Per un po' cercò di ricreare il ciclo poetico di Mathilde ispirandosi a Johanna. Ma dovette abbandonare l'impresa, perché Johanna aveva cominciato a occupare un posto a sé nella sua mente di poeta e di uomo. Ancora una volta l'amore e la lirica lo conquistarono completamente. Perk pose fine alla sua amicizia con Kloos.
Johanna però era già impegnata. Perk cercò con la poesia di colmare la distanza che lo separava da lei, nella speranza di conquistarla. Alla fine del 1881 Perk pubblicò sullo Spectator il ciclo Eene helle- en hemelvaart, dove riprendeva alcuni sonetti del ciclo di Mathilde, rielaborati per Johanna. Poco prima che Perk morisse fu pubblicata anche la poesia sulla dea dell'arcobaleno Iris, ispirata a Shelley e dedicata a Johanna, i cui ultimi versi recitano:
Mij is gemeenzaam, wie even eenzaam
Het leven verlangende slijt
En die in tranen zijn Vreugde zag tanen...
Doch liefelijk lacht, als hij lijdt!
(A me è familiare, chi solitario / La vita passa anelando / E nelle lacrime la gioia vede svanire.../ Ma sorride amabilmente, mentre soffre!)
Alla fine di settembre, dopo la pubblicazione di Johanna, Perk si ammalò, in seguito a una festa in barca sul fiume Amstel, dove era rimasto a lungo con i vestiti bagnati. Nel frattempo aveva conquistato vari autorevoli letterati, tra i quali Joseph Albert Alberdingk Thijm e Vosmaer, che adesso sullo Spectator lo paragonavano addirittura a Dante.
A metà ottobre fu chiaro che a Perk restavano poche settimane di vita per una grave infezione polmonare. Morì il 5 novembre 1881, all'età di 22 anni.

### Pubblicazioni postume
Le Gedichten (Poesie) di Perk furono pubblicate postume da Carel Vosmaer e Willem Kloos. L'introduzione scritta da Kloos per queste poesie è entrata nella storia come il Manifesto dei Tachtigers (o Movimento degli Ottanta).